# Provinz Maipo
Die Provinz Maipo ist eine Provinz im Südwesten der chilenischen Región Metropolitana de Santiago.
Sie erstreckt sich über ein Territorium von 1120,5 km² und hat 496.078 Einwohner (Volkszählung 2017). Hauptstadt ist die Stadt San Bernardo.

## Gemeinden
Die Provinz Maipo ist in vier Gemeinden untergliedert:
- San Bernardo
- Buin
- Paine
- Calera de Tango

## Wirtschaft
Das Maipo-Tal ist die nächstgelegene chilenische Weinregion zu Santiago, der Hauptstadt von Chile. Es erstreckt sich von der Stadt aus nach Osten bis zu den Anden und nach Westen bis zur Küste.